# Holmsunds kommun
Denna artikel handlar om den tidigare kommunen Holmsunds kommun. För orten se Holmsund.
Holmsunds kommun var en tidigare kommun i Västerbottens län. 

## Administrativ historik
Holmsunds kommun bildades 1 januari 1971 genom en ombildning av Holmsunds köping. Kommunen uppgick 1974 i Umeå kommun.
Kommunen hörde till Holmsunds församling.
Kommunen ingick i Umebygdens domsaga.

## Politik

### Mandatfördelning i valen 1946-1970
| 2 | 20 | 3 | 4 |  |

| 26 |

### Fotnoter
1. ↑  Andersson, Per (1993). Sveriges kommunindelning 1863–1993. Mjölby: Draking. Libris 7766806. ISBN 91-87784-05-X
2. ↑  ”Förteckning (Sveriges församlingar genom tiderna)”. Skatteverket. 1989. http://www.skatteverket.se/privat/folkbokforing/omfolkbokforing/folkbokforingigaridag/sverigesforsamlingargenomtiderna/forteckning.4.18e1b10334ebe8bc80003999.html. Läst 17 december 2013.